# Saklana
Saklana fou un estat tributari protegit a l'oest de l'estat de Tehri, del que era feudatari. La seva superfície era de 181 km². Els muafidars pagaven un tribut anual de 200 rupies al raja de Tehri i tenien uns ingressos estimats de 2.500 rupies. En la guerra Gurkha del 1814-1816 l'estat va fer importants serveis als britànics. El muafidar tenia poder per jutjar als seus súbdits per afers civils i el dret a recaptar als seus pobles; els afers incompatible per tenir interessos personals eren jutjats pel comissionat de la divisió Kumaun que actuava com a agent polític per l'estat de Tehri.